# 謝普頓馬利特
謝普頓馬利特（Shepton Mallet）是英格蘭索美塞特郡的一個城鎮和民政教區，位於布里斯托以南18英里（29），韋爾斯以東5英里（8.0）。謝普頓馬利特有人口10,369人。